# Adam and Eve (album de The Flower Kings)
Pour les articles homonymes, voir Adam et Ève.
 (janvier 2017).
Si vous disposez d'ouvrages ou d'articles de référence ou si vous connaissez des sites web de qualité traitant du thème abordé ici, merci de compléter l'article en donnant les références utiles à sa vérifiabilité et en les liant à la section « Notes et références ».
Albums de The Flower Kings
Meet the Flower Kings] (Live)
(2003) Paradox Hotel
(2006)
Adam and Eve est le 8e album studio du groupe de rock progressif suédois The Flower Kings.
L'album paraît en 2004 sous l'étiquette InsideOut Music. Produit par Roine Stolt, il est enregistré au studio Cosmic Lodge et au Reingold Studios. Tomas Bodin assiste Stolt dans la production.

## Liste des titres
| 1.    | Love Supreme                            | 19:50 |
| 2.    | Cosmic Circus                           | 3:00  |
| 3.    | Babylon (Tomas Bodin)                   | 2:41  |
| 4.    | A Vampires View                         | 8:50  |
| 5.    | Days Gone By (Tomas Bodin)              | 1:10  |
| 6.    | Adam & Eve                              | 7:50  |
| 7.    | Starlight Man                           | 3:30  |
| 8.    | Timelines (Jonas Reingold, Roine Stolt) | 7:40  |
| 9.    | Drivers Seat                            | 18:22 |
| 10.   | The Blade Of Cain                       | 5:00  |
| 78:04 |                                         |       |

| 1. | Exerpt From Valkyrian        | 3:14 |
| 2. | Mr. Hope Goes To Salzburg    | 0:50 |
| 3. | One Whole Half               | 5:16 |
| 4. | Agent Supreme                | 2:32 |
| 5. | Violent Brat                 | 4:31 |
| 6. | The Woman With No Shadow     | 2:16 |
| 7. | She Carved Me A Wooden Heart | 3:45 |
| 8. | Space Revolver               | 7:25 |
| 9. | Jupiter Backwards            | 6:20 |

## Membres du groupe
- Roine Stolt :  chant, guitares électrique et acoustique
- Tomas Bodin :  claviers
- Hasse Fröberg :  chant
- Daniel Gildenlöw :  chant
- Jonas Reingold :  basse
- Zoltan Csörsz :  batterie
- Hasse Bruniusson :  percussions